# Route nationale 208
Pour les articles homonymes, voir Route 208.
La route nationale 208, ou RN 208, est une ancienne route nationale française reliant la RN 202, sur la commune d'Uvernet-Fours, à Annot.

## Histoire
La réforme de 1972 entraîne le déclassement de la route nationale 208, avec effet au 1er janvier 1973 : elle devient la RD 908.

## Tracé
- RN 202, commune d'Uvernet-Fours
- Col d'Allos
- Allos
- Colmars
- Beauvezer
- Thorame-Haute (et La Colle-Saint-Michel jusqu'en 1974)
- Col de la Colle-Saint-Michel
- Le Fugeret
- Annot

## Antenne
La route nationale 208 possédait une antenne : la RN 208A, annexe de Thorame-Haute. Longue de 1 km, elle a aussi été déclassée en 1973, en RD 908A.